# De onderduikers
De onderduikers is het 38ste album uit de stripreeks de De Blauwbloezen. Het werd getekend door Willy Lambil en het scenario werd geschreven door Raoul Cauvin. Het album werd uitgegeven in 1996.

## Verhaal
Generaal Alexander is met spoed op zoek naar een officier die een peloton rekruten wil aanvoeren. Niemand lijkt trek te hebben in de klus, maar dan ziet hij in Sgt. Chesterfield de juiste man voor deze taak, wel onder valse voorwendselen, want hij weet alleen waar ze gelegerd zijn maar niet om wat of wie het gaat. Hij krijgt korporaal Blutch mee om hem bij te staan. Als ze op de plek arriveren blijkt het peloton te bestaan uit uitgerangeerde reserves, waarvan de meeste de zestig al gepasseerd zijn en sommige zelfs aan een rolstoel gebonden zijn. Daarbij komt nog dat de vrouwen en kinderen ook meegenomen zijn naar het kamp. Blutch wrijft er bij de sergeant er nog in dat hij beetgenomen is door de generale staf. Chesterfield ontkent en zegt dat hij dit al wist. Als de zaken niet erg vlot lopen in het kamp, komen de zuidelijken onverwacht de rivier oversteken, Blutch ontdekt dit net op tijd en met de reserves verdedigen ze de rivier, tussendoor moet er ook nog een vrouw bevallen en ontstaat er een brand..

## Personages in het album
- Blutch
- Cornelius Chesterfield
- Generaal Alexander
- Kapitein Stilman